# Pierre Corneille

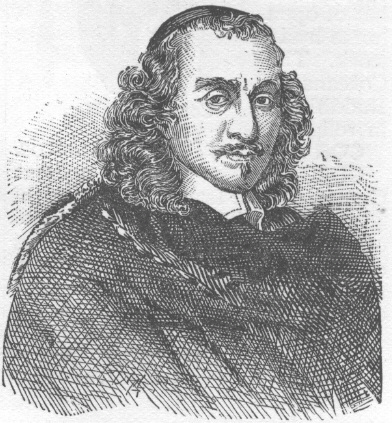
Pierre Corneille

Pierre Corneille (1606 - 1684) là nhà viết kịch, nhà thơ lớn của Pháp. Lúc đầu học luật, làm trạng sư, sau ham mê sáng tác. Sự nghiệp sáng tác bắt đầu bằng những tác phẩm thơ như tuyển tập "Tản mạn thi ca" (1632). Sau đó viết những vở hài kịch phong tục có xen lẫn chất bi, như "Hành lang của cung điện" hay "Người bạn gái tình địch" (1632), "Cô hầu gái" (1633), "Quảng trường Hoàng gia" (1633) hay "Người tình nhân kì cục" (1633 - 64), trong đó đường phố, quảng trường, cửa hàng, nếp sống, con người... của Pari thế kỉ 17 đã hiện lên hết sức sinh động. Coocnây còn viết hàng loạt bi kịch hoặc bi hài kịch nổi tiếng, như "Mêđê" (1635), "Lơ Xit" (1636); các vở rút từ lịch sử La Mã cổ đại: "Ôraxơ" (1640), "Xina" (1640 - 41), "Pôliơctơ" (1641 - 42). Vấn đề xung đột giữa dục vọng cá nhân và nghĩa vụ công dân, giữa tình yêu và danh dự đã đưa vở "Lơ Xit" trở thành mẫu mực của sân khấu cổ điển Pháp thế kỉ 17, làm nổ ra cuộc tranh luận lớn trong giới học giả Pháp. "Lơ Xit" và một vài vở khác như "Ôraxơ" đã khẳng định sự hình thành trên thực tiễn luật tam duy nhất trong kịch cổ điển thế kỉ 17.
Về mặt lý luận phê bình, trong lời nói đầu cho vở "Êđip", nhất là trong bộ ba luận văn "Ba ý kiến" về kịch, Coocnây đã nêu lên nhiều nguyên lý về các bộ phận trong cấu trúc kịch, về luật tam duy nhất, về bi kịch và tính chất giống sự thật của bi kịch. Coocnây là người đặt nền móng vững chắc cho kịch dân tộc cổ điển Pháp. Được bầu vào Viện Hàn lâm năm 1642. Coocnây là người cùng thời với Raxin (J. Racine).